# Endomychus biguttatus
Endomychus biguttatus är en skalbaggsart som beskrevs av Thomas Say 1824. Endomychus biguttatus ingår i släktet Endomychus och familjen svampbaggar. Inga underarter finns listade i Catalogue of Life.